# Društveni softver
Društveni softver skup alata za komunikaciju putem računara. On nudi komunikaciju između ljudi ili grupa, davanje povratnih informacija i stvaranje društvenih mreža.

## Alati društvenog softvera
- slanje istovremenih poruka (instant messaging)
- chat
- forum
- blog
- wiki
- društveno označavanje (social bookmarking)
- društvene mreže

## Slanje istovremenih poruka (instant messaging)
Predstavlja komunikaciju putem teksta, govora i videa. Sadrži smajlije, popis kontakata, slike i status kontakata kao i istoriju razgovora. Da bi se instant messaging koristio, potrebno je instalirati program na računar i prijaviti se za korišćenje (korisničko ime i lozinka).
Chat je oblik komunikacije dva ili više korisnika putem racunala i racunalne mreže u realnom vremenu . Radi se o vrlo kratkim porukama koje korisnik vidi cim ih njegov sugovornik pošalje .

## Chat
Chat je oblik komunikacije dva ili više korisnika putem računara i računarske mreže u realnom vremenu . Radi se o vrlo kratkim porukama koje korisnik vidi čim ih njegov sagovornik pošalje .
U nekim chatovima postoje tzv. sobe u kojima istovremeno priča i do nekoliko desetina (pa i stotina) korisnika, u nekima je razgovor ograničen na nekoliko sagovornika, dok neki mogu kombinovati te dve vrste. Za neke chatove ne treba ništa osim Web pretraživača i Java Programskog jezika , dok su neki prerasli u zasebne računarske programe, od kojih su najpoznatiji Windows Live Messenger , Skype, Yahoo! Messenger, ICQ, Google Talk itd.

### Ko koristi chat?
Chat aplikacije korišćene su najčešće od strane tinejdžera do 18 godina starosti. Mnogi tinejdžeri na chat stranicama traže emocionalnu upotpunjenost. Posebno privlacna mladima je anonimnost koju internet pruža, a koju je nemoguće postići u nekoj drugoj vrsti komunikacije. Ova anonimnost oslobađa i potstiče ljude na drugačiju komunikaciju nego što bi to činili u vlastitim kontaktima, što znači da se svako može predstaviti kako želi i biti šta želi.
Ponekad odrasli ljudi koji nemaju prijateljske namere mogu predstavljati kao deca. To najcešce budu pedofili, koji preko chata pokušavaju približiti deci. Isto tako neke osobe koje nemaju dovoljno jakuličnost, na chatu znaju predstavljati svoju izmišljenu ličnost i zato je važno imati na umu da se o online prijateljima zna samo onoliko koliko su oni rekli o sebi. Medutim, chat koriste i poslovni ljudi za poslovnu komunikaciju. Chat je nekima ekonomski puno povoljnije sredstvo komunikacije od telefoniranja i puno brže od e-maila.

### Chat programi
Chat programi su instant messaging programi tj. programi za brzo internet dopisivanje. Oni se pokreću na korisnikovom računaru, te se potom spajaju na mrežu. Postoje chat programi koji se pokreću na računaru i spajaju na mrežu u kojoj vlada ista podela kao i kod portalskih chat soba, po temama. (npr. mIRC), postoje i Chat programi koji služe za privatne razgovore izmedu dve osobe (npr. AOL Instant Messenger, Windows Live Messenger, Skype, ICQ, Jabber, Yahoo! Messenger, Facebook itd.)

## Forum
Asinkrona komunikacija više korisnika u obliku poruka svrstanih po temama (topic). Svaki korisnik može napisati poruku (post) u određenoj temi ili odgovoriti na poruku drugog korisnika. Postoje forumi za pomoć i forumi vezani za neku interesantnu temu.

## Blog
Blog ili veblog (skraćeno blog, od engl. web log, blog) čini niz hronološki organizovanih unosa teksta, koji se prikazuju na veb-stranicama (uglavnom su unosi sortirani od najnovijih ka starijim), putem automatizovanog softvera koji omogućuje veoma jednostavno kreiranje i vođenje bloga.
Tipovi unosa mogu varirati ne samo po svojoj temi i obimu već i po formatu. Tako postoji veliki broj veblogova čiji su unosi u tekstualnom formatu (poput vesti, beleške, rasprave). Takođe, postoji veliki broj blogova gde je unos fotografija, skica ili neki drugi grafički rad, adresa ka nekom zanimljivom sadržaju na Internetu i tako dalje.
Veliki deo blogova omogućava svojim posetiocima da napišu svoj komentar na unose na taj način stvarajući male zajednice koje diskutuju na teme kojima se blog bavi. Zbog toga su se blogovi vremenom razvili u široko rasprostranjen način komunikacije na Internetu, između autora (ili grupe autora) i posetilaca bloga. Blog omogućava komunikaciju na lakši način nego na forumima ili putem e-pošte. On omogućava da svako na jednostvan način iskaže svoje mišljenje na Internetu, bez posebnih tehničkih znanja.
Blogove može pisati bilo ko. Među poznatijim blogerima koje valja izdvojiti su premijer Australije Džon Hauard, zatim osnivač najvećeg Internet aukcijskog sajta I-bej (eBay) Pjer Omidjar (Pierre Omidyar), popularni britanski kuvar Džejmi Oliver, kao i šef tokijskog CNN-a Rebeka Makinon (Rebecca Mackinnon). Među popularnim blogovima je i onaj američkog predsednika koji ih ima dva. Ugledni britanski list Gardijan dodeljuje svoje godišnje nagrade za najbolje britanske blogove.

### Istorija bloga u Srbiji
Prvi blogovi u Srbiji nastali su tokom 2003. godine. U tom periodu, određeni broj entuzijasta krenuo je sa kreiranjem blogova na sopstvenoj veb adresi, a krenulo se i sa otvaranjem blogova na besplatnim blog servisima u Hrvatskoj.
Prema istraživanju kompanije Fokus iz novembra 2007. godine, preko 8 odsto stanovništva u Srbiji prati blogove. Procenjuje se da je u Srbiji do kraja 2007. godine bilo preko 10.000 blogova, a do kraja 2008. godine preko 20.000 blogova. Krajem 2009. godine u Srbiji je bilo preko 50.000 blogova, a u 2011. godini procena je da postoji više od 100.000 blogova. Srbija je država koja u regionu ima najviše blogova na samostalnim veb adresama.

## Wiki
Wiki je vrsta veb sajta (ili kolekcija veb stranica), dizajnirana tako da omogući bilo kome ko joj pristupi da doprinese i uređuje sadržaj koji se u njoj nalazi. Koristeći čitač veba i pojednostavljenu sintaksu, tzv. wiki sintaksu, korisnici wikija mogu da dodaju, menjaju i unapređuju sadržaj bez većih tehničkih znanja. Wikiji se koriste za kreiranje sajtova u kojima će doprinositi veći broj ljudi, odnosno čiji je cilj stvaranje onlajn zajednice saradnika koji imaju određeni zajednički cilj. Istaknut primer i jedan od najpoznatijih wikija je slobodna enciklopedija Wikipedija. Wikiji se takođe koriste u poslovnim organizacijama kao sistemi za upravljanjem znanjem i informacijama koje te organizacije poseduju. Vard Kaningam, razvijač prvog viki softvera WikiWikiWeb, opisao je wiki kao „najjednostavniji vid onlajn baze podataka koja bi mogla efikasno da funkcioniše“
 .
WikiWikiWeb serverska tehnologija, omogućava kreiranje asocijativnih hipertekstova sa nelinearnom strukturom navigacije. Tipično, svaka stranica sadrži seriju unakrsnih poveznica na druge stranice. Čitalac odlučuje koju sledeću stranicu želi da vidi. U slučajevima gde wikiji sa većom količinom sadržaja koriste hijerarhijske strukture za navigaciju, te strukture opet igraju sekundarnu ulogu.
Koristeći wikije, tehničke poteškoće i tehničko znanje neophodno za komunikaciju u WWW-u (na vebu) su svedeni na minimum. Osnovna karakteristika wiki tehnologije je da omogući brzo i lako uređivanje tekstova, praktično u realnom vremenu. Unošenje i formatiranje teksta se obično izvodi preko nekoliko jednostavnih pravila.
Korisnici wikija nemaju potrebu za dodatnim softverom, pošto mogu da pregledaju, čitaju, ili uređuju sadržaj direktno preko svog veb čitača. Ne postoji potreba za napornim vežbanjem i učenjem komplikovane sintakse, kako bi se učestvovalo u radu na wikiju.
Jednostavnost softvera je uslov koji je mnogim zajednicama omogućio brz razvoj različitih projekata. Osim činjenice da je wiki tehnologija sama po sebi zanimljiva, takođe je zanimljiva „wiki filozofija” i diskusije koje su nastale kao posledica upotrebe wikija za različite projekte.

### Tehnologija wikija
Wiki softver se instalira kao skripta na serveru. Server konstruiše male dokumente, tzv. wiki stranice ili članke, kojima se pristupa preko veb čitača. Sam sadržaj wiki stranice je upisan kao sirov tekst bez formata i snimljen u datoteku ili bazu podataka. Kada se pristupi jednoj wiki stranici na Internetu, čitač veba šalje upit serveru koji administrira skupove podataka koji sadrže wiki softver. Ti podaci, koji su u obliku običnog teksta bez formata, treba da budu formatirani (oblikovani) za prikaz u veb čitaču.
Kako bi se to izvelo, wiki skripta prevodi tekstualnu datoteku (wiki kôd) ili podatke u HTML i usađuje ga u veb stranicu (šablon), koja se šalje nazad veb čitaču. Na primer, wiki skripta može biti u jeziku PHP koji čita sirove podatke iz baze podataka MySQL. Svaka linija tih sirovih podataka se proverava i specifične komande koje linije sadrže, zamenjuju se odgovarajućim HTML kodom. Tako kreirana stranica se integriše u šablon koji definiše konačni izgled stranice. Svaka wiki stranica ima svoje, posebno ime, kojim se sugeriše tema koja se u njoj obrađuje. Osim toga, tu je obično i meni za navigaciju, kao i specifične poveznice od kojih ih je najbitnija »uredi«.

Kliktanjem na „uredi” šalje se upit u server. Ista stranica kao i u prethodnom primeru se učitava, samo ovog puta sadržaj se ne pretvara u format HTML-a, nego se prikazuje u sirovom obliku u HTML formularu ili u polju za uređivanje. Korisnik tada može uređivati i menjati sadržaj stranice ili članka i poslati novu verziju koja istog trenutka posle snimanja, zamenjuje staru u bazi podataka.

### Ime koncept wikija
Wiki (od havajskog „wiki wiki” što znači „brzo”) je vrsta veb sajta koji se menja na drastično različit način od uobičajenog. Naime, informacije koje se nalaze na wiki sajtovima može da menja svaki posetilac. Postoje wikiji na kojima je neophodno za to biti registrovan, ali na nekima ni to nije potrebno. Integritet informacije čuva se time što svaka stranica čuva istoriju promena tako da je vrlo lako vratiti staru verziju stranice ako se na njoj desi neka nepoželjna promena, kao i mogućnošću potpunog i preciznog nadgledanja svih promena na wikiju (ili samo na određenim stranicama). Mada na prvi pogled izgleda da ovaj koncept ima dosta mana, osmogodišnje bitisanje prvog wikija pokazalo je da je on uspešan. On omogućava veoma brz rast informacija i do sada nepostojeće mogućnosti za saradnički rad. Uz nešto manju sigurnost informacija, dolaze veća neutralnost, korisnost i kvalitet.

## Društveno označavanje (social bookmarking)
Servisi za društveno označavanje uvode posve novi način organizacije podataka. Resursi su kategorizovani upotrebom neformalno pridruženih, korisnički definiranih ključnih reči ili oznaka. Upotreba takvih oznaka omogućuje korisnicima servisa pretraživanje pojmova po ključnim rečima i temama. Oznake se nalaze na popisima koje su kreirali korisnici te je pretraživanje moguće i po korisničkim računarima.
Sve veća konkurencija i rastuća popularnost servisa društvenog označavanja dovodi do proširenja i unapređenja postojećih usluga. Servisi omogućuju ocenjivanje, komentarisanje, dodavanje beleški, recenziju, stvaranje grupa i društvenih mreža. Više servisa omogućava dodavanje poveznica na popis direktno iz web preglednika pomoću dodataka instaliranih u web browser-u. Servis BlinkList prilikom otvaranja korisničkog računa nudi mogućnost dodatka web pretraživaču (gumb “blink!”) koji omogućava spremanje adrese trenutno otvorene web stranice na popis resursa korisnika.
Kategorizacija i rangiranje resursa je kontinuirani proces te sve više servisa omogućava korisnicima pretplatu na obaveštenja vezana uz određenu temu. Pretplatnicima se omogućava da putem elektroničke pošte dobiju obaveštenje o pojavi novog resursa koji ih zanima odmah nakon što ga drugi korisnik pohrani.